# Chiesa di San Fortunato (Murlo)
La chiesa di San Fortunato è un edificio sacro che si trova a Murlo. Fino al 1778 aveva la dignità di "cattedrale" del Feudo vescovile, in quanto il vescovo di Siena vi officiava i riti religiosi quando soggiornava nel vicino palazzo.
Se ne ha notizia dal XII secolo, ma la costruzione attuale risale alla fine del Cinquecento; nel XVII secolo furono eretti i due altari del transetto, in stucco, a imitazione di marmi policromi, con le tele sovrastanti di Astolfo Petrazzi (I santi Biagio, Domenico, Caterina da Siena e Sebastiano in adorazione della Madonna col Bambino) e di Dionisio Montorselli (L'Assunta con san Biagio e un santo vescovo).
Anche il fonte battesimale risale alla fine del Seicento: nella vasca è stato riscoperto un fonte più antico, quattrocentesco, che reca scolpiti alcuni festoni, una fascia decorata a fogliame e il monogramma bernardiniano. Da notare anche due acquasantiere: una cinquecentesca e l'altra trecentesca. Il santo titolare della chiesa è san Fortunato di Todi.